# Tony Barnett
Pour les articles homonymes, voir Barnett.
Pour le joueur de baseball, voir Tony Barnette.
Tony Barnett, né le 11 août 1952, est un ancien joueur australien de basket-ball.